# 20 éxitos originales
20 Éxitos Originales es el cuarto álbum recopilatorio del grupo colombiano Aterciopelados, publicado en el 2004 por BMG, al igual que Serie 2000 y otros discos grandes éxitos es una serie original exclusiva que lanzó la disquera en algunos países.

## Lista de canciones
| The Best of Aterciopelados: Ultimate Collection |                                                               |                     |          |  |
| N.º                                             | Título                                                        | Escritor(es)        | Duración |  |
| 1.                                              | «Gozo Poderoso» (de Gozo Poderoso, 2000)                      | Buitrago, Echeverri | 4:08     |  |
| 2.                                              | «Caribe atómico» (de Caribe Atómico, 1998)                    | Buitrago            | 4:13     |  |
| 3.                                              | «El álbum» (de Gozo Poderoso, 2000)                           | Echeverri           | 3:58     |  |
| 4.                                              | «La pipa de la paz» (de La pipa de la paz, 1996)              | Buitrago, Echeverri | 4:37     |  |
| 5.                                              | «Luz azul» (de Gozo Poderoso, 2000)                           | Buitrago, Echeverri | 4:08     |  |
| 6.                                              | «Florecita rockera» (de El Dorado, 1995)                      | Buitrago            | 2:57     |  |
| 7.                                              | «Péndulo» (de Caribe Atómico, 1998)                           | Buitrago            | 3:59     |  |
| 8.                                              | «Miss Panela» (de La pipa de la paz, 1995)                    | Buitrago, Echeverri | 3:45     |  |
| 9.                                              | «La Culpable» (de La pipa de la paz)                          | Buitrago, Echeverri | 3:21     |  |
| 10.                                             | «El estuche» (de Caribe Atómico, 1998)                        | Echeverri           | 3:22     |  |
| 11.                                             | «La estaca» (de El Dorado, 1995)                              | Echeverri           | 2:20     |  |
| 12.                                             | «Bolero falaz» (de El Dorado, 1995)                           | Buitrago, Echeverri | 3:47     |  |
| 13.                                             | «Platónico» (de La pipa de la paz, 1996)                      | Buitrago            | 3:37     |  |
| 14.                                             | «Quemarropa» (de La pipa de la paz, 1996 con Enrique Bunbury) | Buitrago            | 3:25     |  |
| 15.                                             | «Baracunatana» (de La pipa de la paz, 1996)                   | Leonidas Plaza      | 2:31     |  |
| 16.                                             | «Cosita seria» (de La pipa de la paz, 1996)                   | Buitrago, Echeverri | 3:28     |  |
| 17.                                             | «La voz de la patria» (de La pipa de la paz, 1996)            | Buitrago            | 3:51     |  |
| 18.                                             | «Candela» (de El Dorado, 1995)                                | Buitrago, Echeverri | 2:41     |  |
| 19.                                             | «Expreso Amazonia» (de La pipa de la paz, 1996)               | Buitrago            | 3:47     |  |
| 20.                                             | «Música» (de La pipa de la paz, 1996)                         | Buitrago, Echeverri | 3:30     |  |
| 01:20:00                                        |                                                               |                     |          |  |